# سانتا ريتا دو إتويتو
سانتا ريتا دو إتويتو بلدية في ولاية ميناس جيرايس في المنطقة الجنوبية الشرقية من البرازيل.   